# Musée Wiertz
Le musée Wiertz (en néerlandais : Wiertz Museum), anciennement musée Antoine Wiertz (en néerlandais : Antoine Wiertz Museum), à Ixelles, est un musée consacré à l'artiste belge Antoine Wiertz (1806-1865). Il fut son atelier et son domicile à partir de 1853 jusqu'à son décès.
Il est installé dans l'ancien atelier de Wiertz, rue Vautier à Ixelles. Il rassemble les œuvres (dessins, peintures, études, sculptures) de cet artiste romantique belge du XIXe siècle et constitue une section des musées royaux des Beaux-Arts de Belgique (MRBAB). Parmi les conservateurs qui ont été logés dans la maison de l'artiste, le littérateur flamand Henri Conscience.

## Galerie de photos

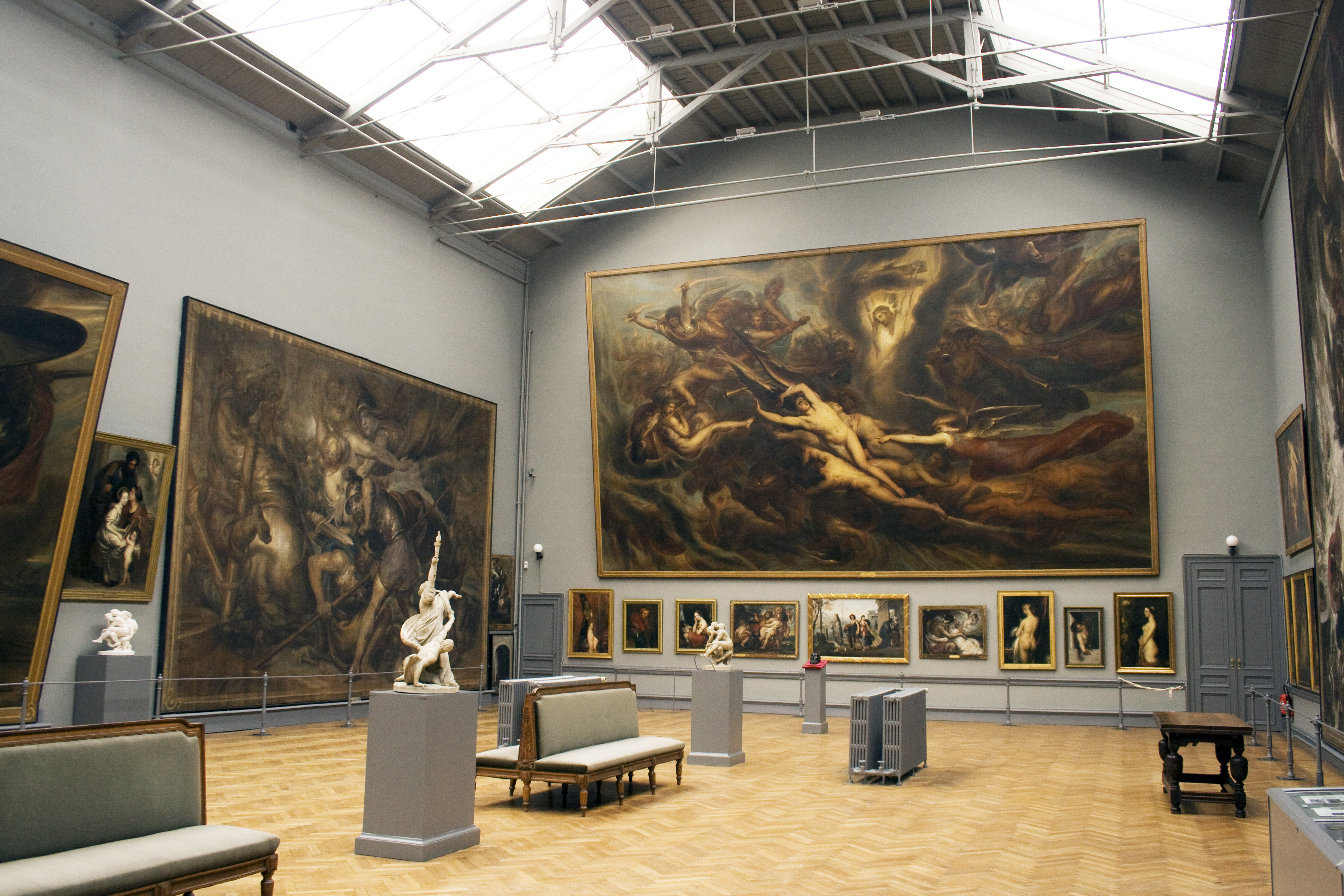
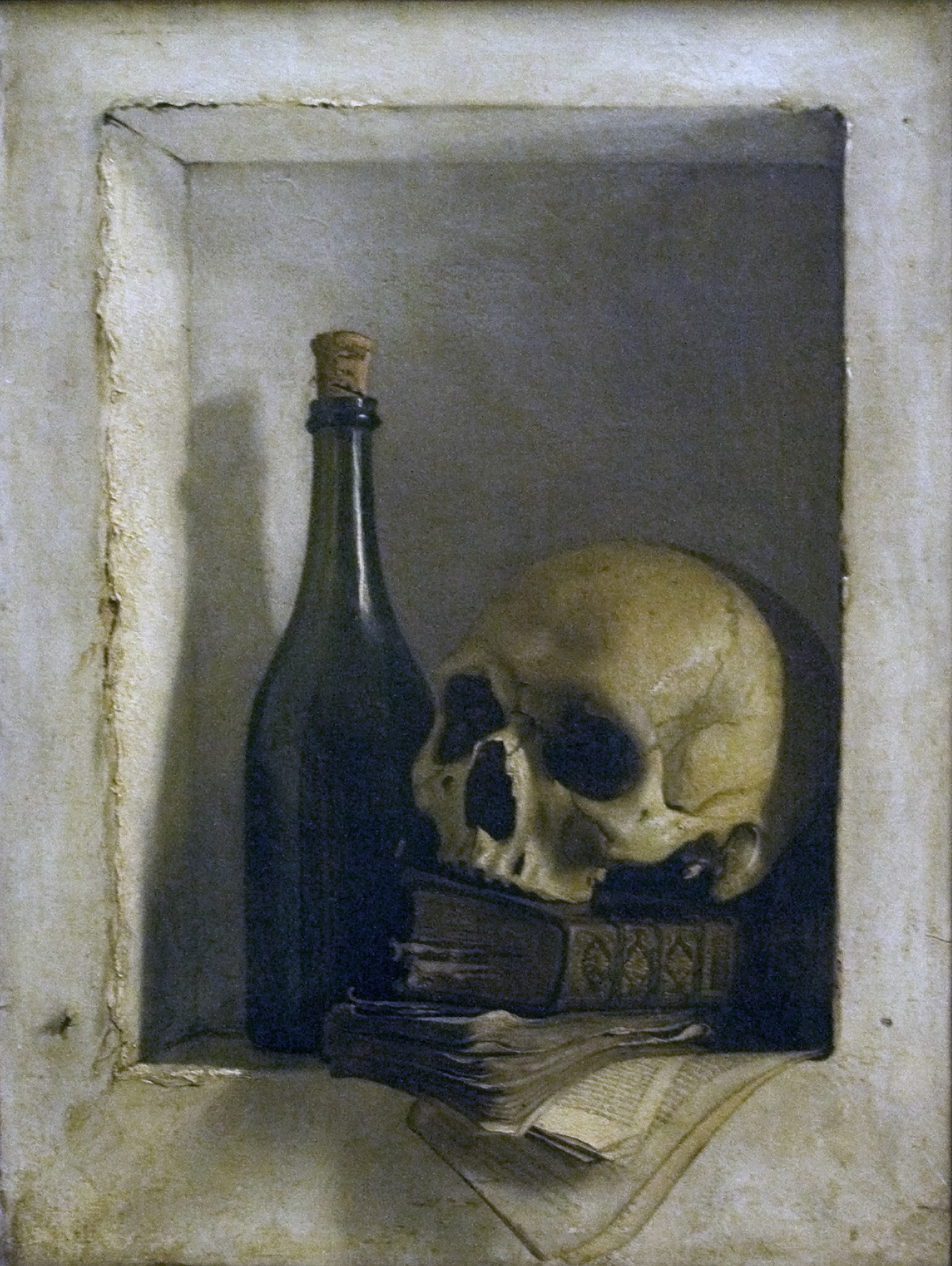
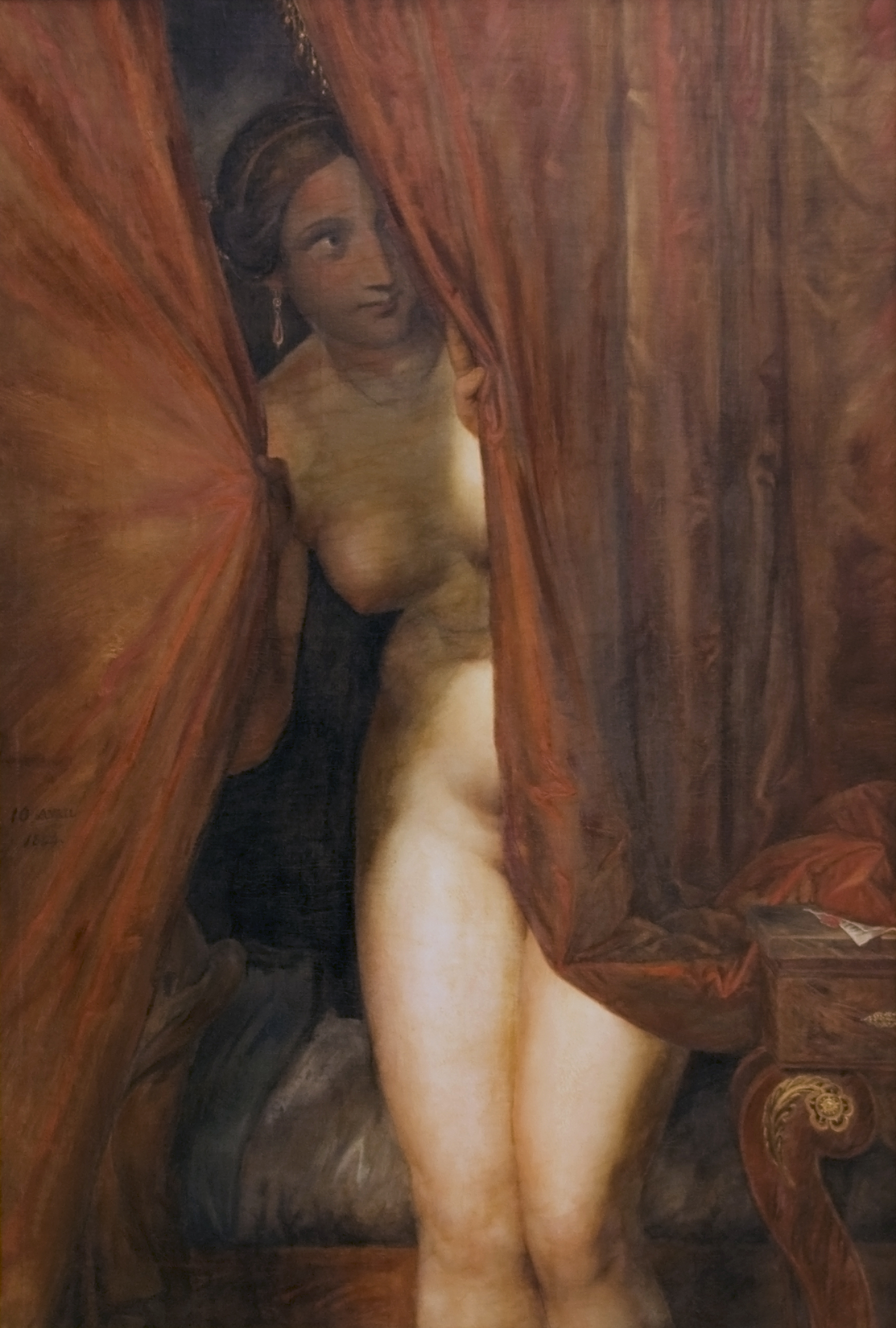
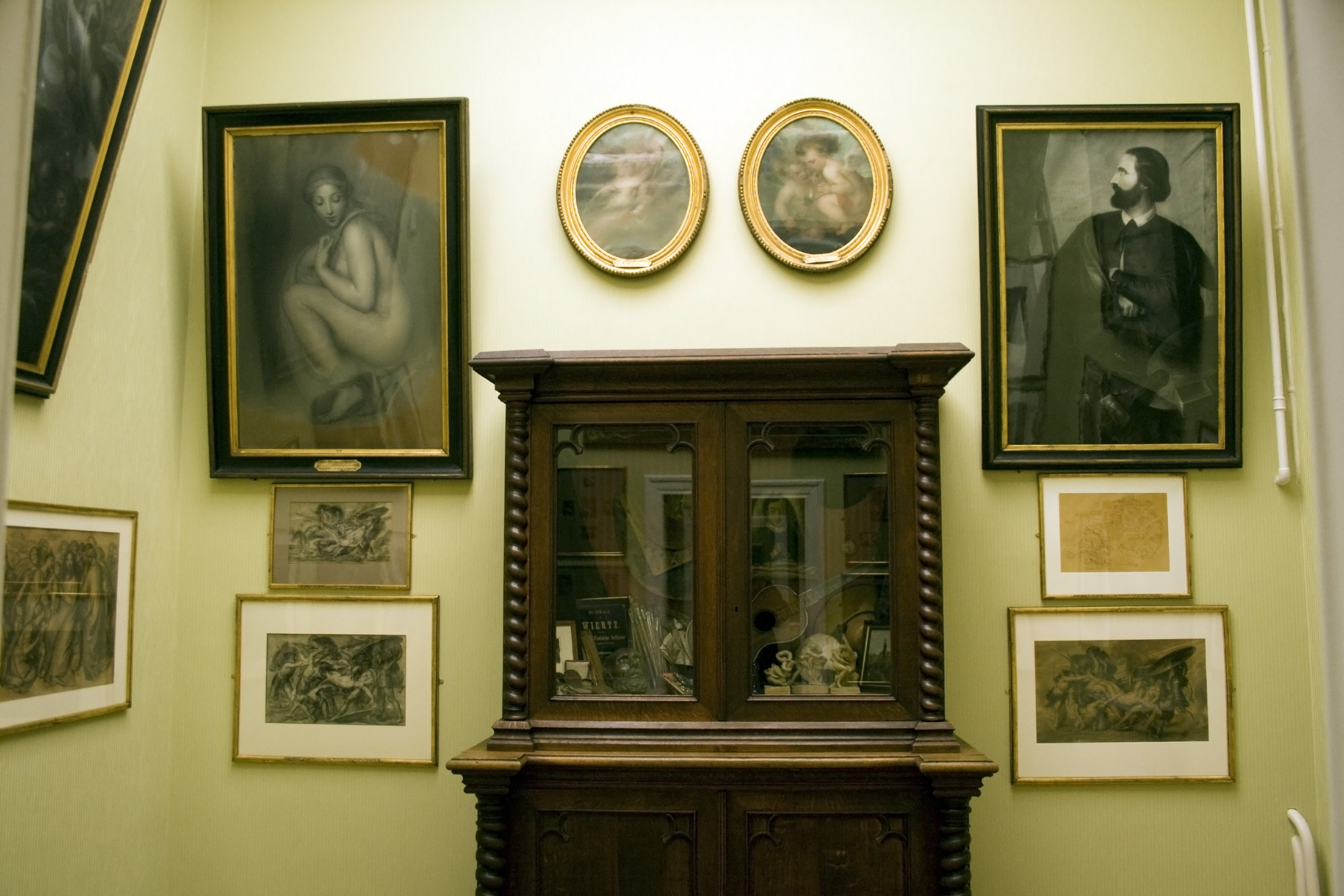